# هنکسویل (یوتا)
هنکسویل (به انگلیسی: Hanksville) شهری در ایالت یوتا کشور ایالات متحده آمریکا است که جمعیت آن در سرشماری سال ۲۰۱۰ میلادی، ۲۱۹ نفر بوده‌است.